# 保長厝
保長厝，是臺灣屏東縣萬丹鄉的一個傳統地域名稱，位於該鄉中部略偏南。相較於今日行政區，其範圍大致包括寶厝村不含西北端及西南端、萬惠村南部、田厝村東南端。

## 歷史
台灣日治初期，保長厝地區為一街庄，稱為「保長厝庄」，隸屬於港西下里。該庄北及東北與萬丹庄為鄰，東南及南與新庄仔庄為鄰，西邊為後庄仔庄、下蚶庄。
1901年（日治明治三十四年）11月，全台設置二十廳，該庄隸屬於阿猴廳（1903年改稱阿緱廳）。1909年（明治四十二年）10月，合併二十廳為十二廳，該庄仍隸屬於阿緱廳。1920年（大正九年），廢十二廳改設五州二廳，該庄改制為「保長厝」大字，隸屬於高雄州東港郡萬丹庄。
戰後萬丹庄改制為萬丹鄉，隸屬於高雄縣，大字亦改制為村。1950年高、屏分治，萬丹鄉改隸屬於屏東縣。

## 聚落
本地區發展較早的聚落有保長厝、下廍等，在日治期初期的官方地圖上已有記載。

## 交通
- 省道台27線
- 省道台88線

## 學校
- 萬丹國小

## 廟宇
- 萬丹萬泉寺（北帝廟兼觀音寺，縣定古蹟）